# Malo Dvorište
Malo Dvorište (cyr. Мало Двориште) – wieś w Bośni i Hercegowinie, w Republice Serbskiej, w gminie Kozarska Dubica. W 2013 roku liczyła 526 mieszkańców.